# Salif Cissé (Fußballspieler, 1994)
Salif Cissé (* 17. Juni 1994 in Neunkirchen) ist ein deutscher Fußballspieler mit senegalesischen Wurzeln.

## Karriere
Salif Cissé, dessen Vater aus dem Senegal stammt, begann das Fußballspielen beim FV Neunkirchen. Über den FC Palatia Limbach, die TuS Wiebelskirchen und den 1. FC Kaiserslautern kam er 2011 in die Jugend der SV Elversberg. Ab der Saison 2012/13 spielte er für die Reservemannschaft. In der Folgesaison 2013/14 rückte er in den Profikader der Elversberger in der 3. Liga auf und bestritt 20 Drittligaspiele. Am Saisonende stieg er mit der Mannschaft in die Regionalliga Südwest ab, wo er in der anschließenden Spielzeit 2014/15 nur noch zu sechs Einsätzen kam. 2015 schloss er sich dem Aufsteiger und künftigen Ligakonkurrenten Saar 05 Saarbrücken an, der nach einer Saison jedoch wieder abstieg. Cissé blieb weiterhin in der Regionalliga und schloss sich dem FK Pirmasens an, für den er anschließend sechseinhalb Jahre lang aktiv war. Im Januar 2023 wechselte er in die Oberliga zum FSV Viktoria Jägersburg, mit dem er am Saisonende in die sechstklassige Saarlandliga abstieg.

## Erfolge
- Saarlandpokalsieger: 2015